# Čačaks Beste

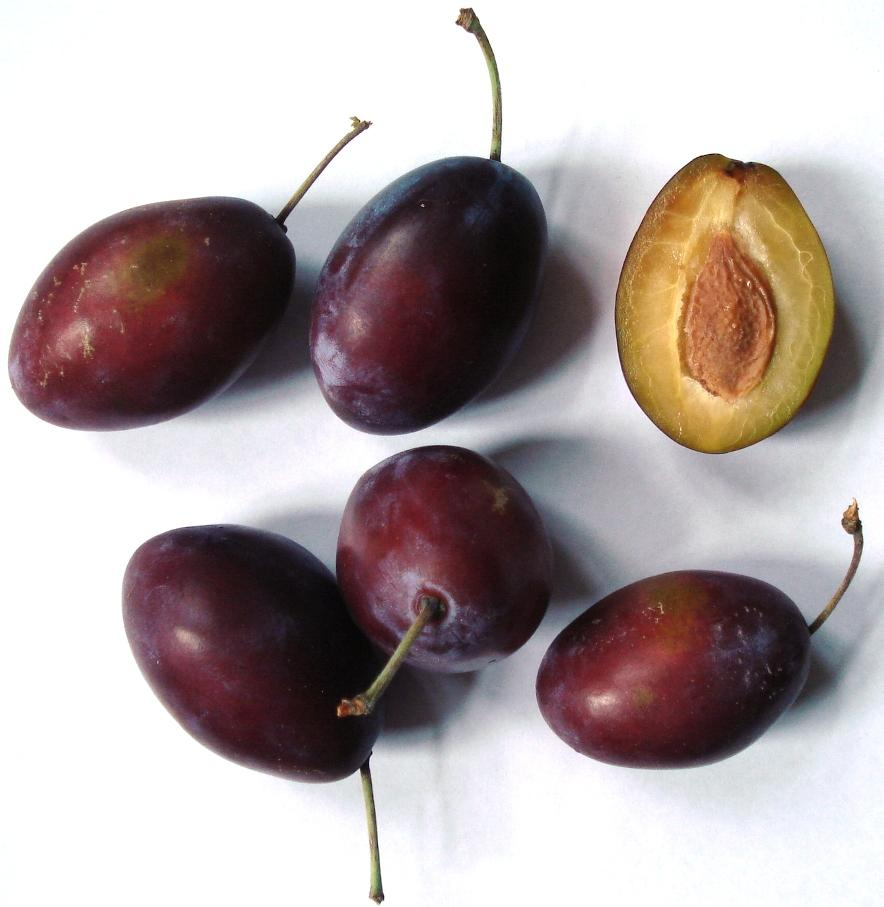
Früchte der Zwetschgen-Sorte „Čačaks Beste“

Čačaks Beste (serbokroatisch Čačanska najbolja, französisch Meilleure de Cacak) ist eine Zwetschgensorte, die 1961 in der jugoslawischen Obstbauanstalt Čačak (heute Serbien) aus der Kreuzung von Wangenheimer x Hauszwetschge (Pozegaca) entstanden ist. Die Sorte wird seit 1980 in Deutschland u. a. im Erwerbsanbau angebaut. Dort ist sie aber nicht sehr verbreitet, da die Sorte einen geringen Ertrag hat. So bestand im Jahr 2020 maximal 0,8 % des deutschen Pflaumensortiments aus Čačaks Beste. Die Sorte ist nicht selbstfruchtbar. Als Befruchter werden bspw. Čačaks Schöne, Stanley, Ruth Gerstetter oder Čačaks Frühe empfohlen. Die Früchte sind gut transportfähig – zudem ist sie tolerant gegen die Scharka-Krankheit.
Die großen Früchte reifen Mitte bis Ende August, sind länglich-oval und bei Reife dunkelblau und stark bereift. Das Fruchtfleisch ist mittelfest, saftig, von gelber Farbe und gut kernlösend.

## Sonstiges
Nach dem Ort der Züchtung sind drei weitere, 1961 entstandene Sorten benannt:
- Čačaks Fruchtbare
- Čačaks Frühe
- Čačaks Schöne

Die Sorte wurde in vielen Züchtungsprogrammen als Elternsorte benutzt, beispielsweise von Helmut Jacob in Geisenheim. Daraus entstanden:
- Topfive mit Bühler[5]
- Topper mit Auerbacher
- Topking mit Fellenberg
- Topfirst mit Ruth Gerstetter
- Topstar Plus mit Ersinger
- Topgigant Plus mit President
- Tophit Plus mit President
- Topend Plus mit Valor
- Bellamira mit Mirabelle von Nancy

Walter Hartmann kreuzte Čačaks Beste mit Valor, um Haganta zu erhalten.